# Гернгросс, Руппрехт
Руппрехт Гернгросс (нем. Rupprecht Gerngross) (21 июня 1915, Шанхай — 25 февраля 1996, Мюнхен) — военный переводчик, руководивший Акцией за свободу Баварии, гауптман.

## Биография
Родился в Шанхае в семье мюнхенских немцев, отец — врач, доктор медицины Рихард Гернгросс, мать — Катарина Гернгросс. В Германию семья вернулась лишь после Первой мировой войны в 1926 году, учился уже в Мюнхене. В 1934—1935 в рейхсвере. Война не помешала окончить учёбу и в 1942 году он получил докторскую степень по праву в Эрлангенском университете.
С началом Второй мировой войны на восточном фронте Гернгросс идёт добровольцем в вермахт, где получает ранение и находясь на излечении в Польше невольно становится свидетелем Холокоста. Эти события настроили Гернгросса против нацистов.
В 1942 году он становится командиром роты переводчиков VII военного округа в Мюнхене, где и проведёт остаток войны.  В этом городе ему удалось сплотить вокруг себя около четырёхсот сторонников Сопротивления, и добиться снабжения оружием своей роты, которой официально вооружение не полагалось. Когда весной 1945 немецкая армия получила приказ взорвать ведущие в Мюнхен мосты и держаться до последнего солдата, Р. Гернгросс и его единомышленники попытались взять власть в свои руки, дабы предотвратить бессмысленное разрушение города. Первым делом сторонники движения захватили радиостанции и начали вещать на целом ряде языков, убеждая расквартированных в городе солдат восстать против власти нацистов, а также призывая присоединиться гражданское население, иностранных рабочих и военнопленных. Призывы к «охоте на золотых фазанов» ни к чему не привели. Восставшим удалось захватить городскую ратушу и штаб-квартиры двух местных газет. Однако национал-социалисты довольно быстро опомнились и в течение нескольких часов подавили восстание. Самому Р. Гернгроссу с несколькими последователями удалось бежать в горы, однако многие восставшие были казнены эсэсовцами всего за несколько часов до прихода американских войск.
В 1962 году на купленной джонке совершил длительный заплыв из Гонконга до Адриатического моря через Индийский океан. После путешествия вернулся в Мюнхен.